# Modisimus boneti
Modisimus boneti is een spinnensoort uit de familie trilspinnen (Pholcidae). De soort komt voor in Mexico. 